# Hercule se déchaîne
Pour les articles homonymes, voir Hercule (homonymie).
Pour plus de détails, voir Fiche technique et Distribution.
Hercule se déchaine (titre original : La furia di Ercole) est un film franco-italien réalisé par Gianfranco Parolini, sorti en 1962.

## Synopsis
La jeune fille d'un ami d'Hercule vient lui demander d'aider son père aux prises avec des méchants. Cela suffit pour déclencher la fureur d'Hercule et il vole au secours de son vieil ami.

## Fiche technique
- Titre : Hercule se déchaine
- Titre original : La furia di Ercole
- Titre suisse francophone : La Fureur d'Hercule
- Réalisation : Gianfranco Parolini
- Scénario : M. D'Amiens, Arpad DeRiso, Gianfranco Parolini, Giovanni Simonelli, Sergio Sollima d'après une histoire de Larry Madison, Gianfranco Parolini et  Giovanni Simonelli
- Décors : Oscar D'Amico, Giuseppe Ranieri
- Costumes : Oscar D'Amico, Vittorio Rossi
- Photographie : Francesco Izzarelli
- Son : Giannetto Nardi
- Montage : Mario Sansoni
- Musique : Carlo Innocenzi
- Pays d'origine :  Italie |  France
- Langue de tournage : italien
- Tournage : Studio Dubrava Film (Zagreb)
- Producteur : Mario Maggi
- Sociétés de production : Cinematografica Associati (Italie), CFFP (Comptoir Français du Film Production)
- Société de distribution : Medallion Pictures
- Format : couleur (Eastmancolor) — 35 mm — 2.35:1 (Totalscope) — son monophonique
- Genre : péplum
- Durée : 97 minutes
- Dates de sortie :  21 mars 1962,  août 1962
- (fr) Mention CNC : tous publics (visa d'exploitation no 25647 délivré le 26 juillet 1962)

## Distribution
- Brad Harris (VF : Bernard Noël) : Hercule
- Brigitte Corey (VF : Jany Clair) : Daria
- Mara Berni (VF : Sylvie Deniau) : la reine Cnidia d'Arpad
- Carlo Tamberlani (VF : Henri Nassiet) : Éridione
- Serge Gainsbourg (VF : lui-même) : Menisto
- Alan Steel : Janak le muet
- Irena Prosen : Mila